# Li Ronghua
Li Ronghua (xinès: 李榮華)  (valor desconegut, 21 de setembre de 1956) és una exremadora xinesa que va competir sota bandera durant les dècades de 1980 i 1990.
El 1988 va prendre part en els Jocs Olímpics de Seül, on disputà dues proves del programa de rem. Guanyà la medalla de plata en la competició del quatre amb timoner, formant equip amb Hu Yadong, Yang Xiao, Zhang Xianghua i Zhou Shouying; i la de bronze en la prova del vuit amb timoner. Quatre anys més tard, als Jocs de Barcelona, fou cinquena en la prova del vuit amb timoner del programa de rem. En el seu palmarès també destaca una medalla d'or als Jocs Asiàtics de 1986. En totes les ocasions n'era la timoner.